# Антилопа-крошка
Антилопа-крошка, или антилопа Бейтса (лат. Neotragus batesi), — вид очень мелких антилоп из трибы Neotragini. Относится к роду Neotragus, так же как суни и карликовая антилопа. Видовой эпитет дан в честь американского натуралиста Джорджа Латимера Бейтса (1863—1940).
Антилопа-крошка — скрытное и малоизученное животное.

## Описание
Масса взрослых антилоп составляет от 2 до 3 кг, длина тела 50—57 см, длина хвоста 4,5—5 см. Рога имеются только у самцов (3,8—5 см). Спина насыщенно-каштановая, темнее, чем бока. Подбрюшье белое, хвост тёмно-коричневый. Самцы, как правило, крупнее самок.

Убегая, антилопы-крошки издают резкие отрывистые звуки.

## Распространение
Антилопы-крошки живут во влажных лесах и кустарниковых зарослях Центральной и Западной Африки. Распространены от Нигерии и Камеруна на восток до Уганды и на юг до границы лесной зоны.

## Питание
Питаются листьями, почками, побегами, травянистыми растениями и грибами. Могут кормиться на посевах, вызывая недовольство землевладельцев. Часто попадаются в ловушки, расставленные вблизи сельскохозяйственных угодий.

## Социальная структура и размножение
Самцам свойственна территориальность, и они метят свои участки (в типичном случае 2—4 гектара) пахучим секретом предглазничных желёз. Самки уживаются друг с другом лучше и иногда держатся небольшими группами. В основном, гон (биология) приурочен к концу сухого — началу влажного сезонов. Беременность длится 180 дней, завершаясь рождением одного детёныша. Масса детёныша антилопы-крошки составляет 1,6—2,4 кг.

## Состояние популяции и природоохранный статус
Эта антилопа не находится под угрозой уничтожения и относится к категории видов, вызывающих наименьшие опасения (LC). Самой большой проблемой для вида является недостаток подходящих местообитаний. Это в немалой степени обусловлено экспансией человека и в будущем может негативно отразиться на состоянии популяции. Обычно на этих зверьков не охотятся ради мяса, но всё же некоторое количество особей уничтожается крестьянами и используется для пропитания.